# 孫楚

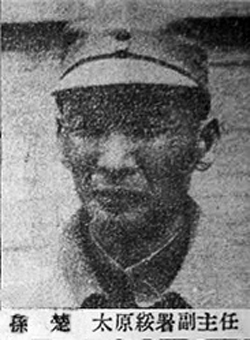

孙楚（1890年—1962年1月28日），字萃崖，山西解州前街人，中华民国军事及政治人物。

## 生平

### 投入晋军
孙楚幼年家庭贫困，曾读私塾4年，后到解州一家中药铺当学徒。在其岳父的帮助下，清朝光绪三十二年（1906年），他入西安陆军小学，后来转入山西陆军小学兵学班。民国元年（1912年）秋，他考入保定陆军军官学校第一期步兵六连。民国三年（1914年）冬，他获得公费保送日本陆军士官学校。1915年初，袁世凯欲称帝，遂召还孙楚等留日军官回到中国扩军。后来此事不了了之，孙楚只得自谋职业。
民国四年（1915年）底，他返回太原，到阎锡山的陆军第十二混成旅任见习排长，1917年升任连长。1917年夏，陕西郭坚率部东渡黄河进入山西，企图占领黄河以东各县。孙楚随阎锡山军在临晋城郊迎击郭坚的主力，因作战有功，在阎锡山军回师太原后，孙楚升任营长。民国14年（1925年）底，阎锡山联同直奉联军在河北保定、石家庄一带和冯玉祥部激战，杨爱源率孙楚营夜袭保定，包围了魏益三军的军部，使其投降并接受改编。1926年，双方继续激战，后来傅作义守天镇，李生达守大同，孙楚守蔚县与浑源。孙楚所指挥的孟宪吉部经过激战占领繁峙以北的龙王崖、恒山等阵地，扭转了战局。1926年冬，阎冯战争结束，阎锡山为训练改编军队，任命杨爱源为训练总监，孙楚为副总监负责军官教导团。训练所用的教材是孙楚所编的《步兵操典》以及《防卫工程》等书籍。后来，孙楚先后升任第六旅旅长及第二军第六师师长，任内曾经到日本参观秋操。

### 从北伐到剿共
民国16年（1927年），阎锡山同蒋介石联合北伐，攻打奉军。阎锡山军为国民革命军第三集团军，孙楚任右路军前线总指挥，率军沿正太线前进。孙楚率师部及所属的骑兵营和奉军在达城、任邱之间作战。奉军骑兵夜间围攻任邱西北行营总部，孙楚率部掩护突围，经定县撤回娘子关。张学良指挥韩邻春等部进攻娘子关，孙楚率部抵抗，后因伤亡惨重而撤退。
1928年2月，阎锡山、冯玉祥、李宗仁同蒋介石联合进行二次北伐，进攻张作霖，孙楚任第三集团第二军军长。3月北伐开始，孙楚随阎军出娘子关，其后攻克石家庄、保定。孙楚乘奉军混乱之机，率师部军政人员和骑兵营着奉军的衣帽，乘十余辆卡车混在奉军之中于6月8日晨成功进入北京。此后，孙楚旋即用北京市警备司令的名义发布安民布告。同时，傅作义率部迅速占领天津并任天津市警备司令。自此，阎锡山的势力扩张到山西、河北、察哈尔、绥远及北京、天津。10月，孙楚任三十三师兼国民革命军第三方面军第一路军总指挥。北伐结束后，阎锡山对所部进行第四次扩编，孙楚任第一军军长，并任顺德、大名府警备司令兼平汉线护路司令，率部驻顺德府。
民国19年（1930年）元旦，蒋介石、阎锡山联合讨伐唐生智。孙楚任三十三路军总指挥兼郑州警备司令。因为阎锡山按兵不动，蒋介石遂发生猜忌，密谋扣留阎锡山。孙楚获悉该消息后，将阎锡山秘密送离郑州。3月，阎锡山、冯玉祥联合倒蒋，孙楚任第三方面军第一路军总指挥，同蒋军在陇海线作战。阎锡山、冯玉祥战败，孙楚遂率所部晋军自黎城县东阳关撤回山西。
中原大战结束后，蒋介石命令张学良改编晋绥军，孙楚任正太护路军司令，驻在榆次对部队进行整训。民国20年（1931年）8月，阎锡山秘密回到河边，召集杨爱源、孙楚组织晋绥军整理委员会，杨爱源任主任委员，孙楚任副主任委员。九一八事变之后，经汪精卫等人的斡旋，蒋介石委任阎锡山为太原绥靖主任。1932年2月19日，阎锡山返回太原，任命孙楚为大同警备司令。此后，孙楚任三十三军军长兼正太护路军司令。民国23年（1934年）夏，孙楚任庐山军官训练团第二期第三营营长。1935年春，孙楚任陕北剿匪第三防守区司令，率部协助张学良围剿陕北红军。4月，他获得蒋介石授予中将军衔。1935年冬，他负责督修沿黄河碉堡工程，以阻止红军东渡黄河。1936年2月，他参加旨在策划围剿红军的南京军事会议。2月20日，红军东渡进入山西，此后5日内便击溃了阎军的5个团，俘虏阎军1200多人。阎锡山急电南京请求支援。蒋介石遂乘机调了5个师进入山西。红军于1935年5月撤回陕北后，蒋军仍留在山西，并于6月在太原成立了晋陕绥宁四省边区剿匪总指挥部，以陈诚为总指挥，杨爱源为前敌总指挥、孙楚为副总指挥，与红军进行作战。

### 高干生涯
七七事变后，孙楚任第二战区第六集团军副总司令。民国27年（1938年）2月16日，阎锡山在襄陵温泉发起成立民族革命同志会，孙楚为该会发起人之一，并被委任为正式高干。1939年春，孙楚任第八集团军总司令。秋林会议之后，孙楚任第三行署主任，负责管辖第三、五、七行署。晋西事变中，孙楚调集晋绥军进攻山西新军，并指派军队和特务捣毁了阳城、晋城、沁水、浮山、高平、长治、陵川、壶关等县的牺盟会、县政府及抗日群众团体，绑架杀害了当地中共方面的干部及中国共产党党员数百人。民国32年（1943年），他担任晋西军政民统委会乡宁区主任。民国34年（1945年），高干主持会成立，孙楚主持军事。
抗日战争期间，阎锡山同日军勾结，遭到孙楚强烈反对。民国34年（1945年）8月日本投降前夕，孙楚为阎锡山谋划，负责拟订回太原军事计划。民国36年（1947年）初，孙楚任第八集团军总司令兼三十四军军长，指挥所部在汾孝地区同中国人民解放军作战时被包围，孙楚只身乘车逃脱。此后，孙楚任平遥专区护粮领导组主任，抢收了群众的小麦30万石。中国人民解放军围攻太原期间，民国38年（1949年）3月，阎锡山飞往南京，任命孙楚为太原绥靖公署副主任，并指定孙楚和梁化之、王靖国、吴绍之、赵世玲组成五人小组，在阎锡山离开山西期间负责。后来赵承绶受中国人民解放军委托，从榆次来到太原前线，要求进入太原城谈判，孙楚同意放赵承绶入城，但此议被梁化之、王靖国否决。 1949年4月24日晨，中国人民解放军攻破太原，梁化之自杀，孙楚、吴绍之被俘，后被关押在监狱接受改造。1961年12月，孙楚获得特赦。
1962年1月28日，孙楚病逝。